# Марк Антистий (легат)
Марк Антистий (лат. Marcus Antistius; III век до н. э.) — римский политический деятель, легат в 218 году до н. э. Известен благодаря единственному упоминанию у Тита Ливия: сенат направил Марка вместе с Квинтом Теренцием в Аримин, к избранному консулом Гаю Фламинию, чтобы убедить его приехать в Рим для вступления в должность. Эта миссия закончилась неудачей. Антиковеды отмечают, что рассказанная Ливием история не слишком правдоподобна.